# Tincry
Tincry là một xã trong vùng Grand Est, thuộc tỉnh Moselle, quận Château-Salins, tổng Delme. Tọa độ địa lý của xã là 48° 54' vĩ độ bắc, 06° 24' kinh độ đông. Tincry nằm trên độ cao trung bình là 250 mét trên mực nước biển, có điểm thấp nhất là 226 mét và điểm cao nhất là 378 mét. Xã có diện tích 8,47 km², dân số vào thời điểm 1999 là 133 người; mật độ dân số là 15 người/km².

## Thông tin nhân khẩu
| 1962 | 1968 | 1975 | 1982 | 1990 | 1999 |
| ---- | ---- | ---- | ---- | ---- | ---- |
| 120  | 145  | 150  | 139  | 126  | 133  |